# Jungapeo
Jungapeo è un comune del Messico, situato nello stato di Michoacán.